# Melissa Bergland
Melissa Bergland es una actriz australiana, más conocida por haber interpretado a Jenny Gross en la serie Winners & Losers.

## Biografía
Obtuvo un grado en actuación en la Universidad de Flinders. En 2007 estudió en el Victorian College. 

## Carrera
En 2011 obtuvo un pequeño papel en la película Underbelly Files: Tell Them Lucifer Was Here donde interpretó a Joanne Debs, la hija del criminal y asesino Bandali Debs (Greg Stone). 
Ese mismo año obtuvo su papel más importante en la televisión cuando se unió al elenco de la principal serie Winners & Losers donde interpretó a Jenny Gross, hasta el final de la serie el 12 de septiembre de 2016.

## Filmografía

### Series de televisión
| Año         | Serie            | Personaje   | Notas         |
| ----------- | ---------------- | ----------- | ------------- |
| 2011 - 2016 | Winners & Losers | Jenny Gross | 109 episodios |

### Películas
| Año  | Título                                       | Personaje                     | Notas                                                                               |
| ---- | -------------------------------------------- | ----------------------------- | ----------------------------------------------------------------------------------- |
| 2016 | Spin Out                                     | Mary                          | junto a Xavier Samuel, Lincoln Lewis, Tessa James, Travis Jeffery y PiaGrace Moon   |
| 2012 | 10Terrorists                                 | Víctima del Atentado en Coche | junto a Masa Yamaguchi, Nick Farnell Leah de Niese, Richard Cawthorne & Sachin Joab |
| 2011 | Underbelly Files: Tell Them Lucifer Was Here | Joanne Debs                   | junto a Greg Stone, Don Hany & Daniel Whyte                                         |

## Premios y nominaciones
| Año  | Categoría                      | Premio               | Serie            | Resultado |
| ---- | ------------------------------ | -------------------- | ---------------- | --------- |
| 2012 | Most Popular New Female Talent | Logie Award          | Winners & Losers | Ganadora  |
| 2012 | Most Outstanding New Talent    | Graham Kennedy Award | Winners & Losers | Nominada  |